# اشکچی (جلیل‌آباد)
اشکچی (به لاتین: Eshakchi) یک منطقه مسکونی در جمهوری آذربایجان است که در شهرستان جلیل‌آباد واقع شده است.